# 阿部次男
阿部 次男（あべ つぎお、1972年12月11日 - ）は、群馬県出身の元社会人野球選手（投手）。引退後はSUBARU硬式野球部の監督を務めた。

## 経歴
利根商業高卒業後、1991年に富士重工業に入社、同社硬式野球部に所属。
長らくタイトルとは無縁だったが、2006年の日本選手権ではチームを優勝に導き、MVPを獲得している。また、2008年の都市対抗野球1回戦（対TDK千曲川戦）では、先発して7回途中までながら16三振を奪い、大会記録まであと1つに迫る好投を見せ、小野賞を獲得した。
2010年、第16回アジア競技大会の日本代表に選出され、社会人野球20年目にして初の日本代表入りを果たした。翌2011年には都市対抗野球本大会10年連続出場を達成したものの公式戦登板はなく、そのまま現役を引退。
引退後は社業に就いた後、2013年夏からヘッドコーチとしてチームに復帰。東明大貴をはじめとする強力な投手陣を育て上げ、第39回社会人野球日本選手権大会・第85回都市対抗野球大会でチームを連続して準優勝に導く原動力となった。
2017年7月1日から監督に昇格した。
2019年7月で監督を退任した。

## 人物
2006年の夏の甲子園の優勝投手となった斎藤佑樹は、小・中学生時代に阿部から指導を受けたこともあって、目標とする選手に阿部の名前を挙げている。

## 詳細情報

### 表彰
- 第33回社会人野球日本選手権大会最優秀選手賞（2006年）
- 第79回都市対抗野球大会小野賞（2008年）

### 記録
- 都市対抗野球大会10年連続出場表彰（2011年）

### 代表歴
- 第16回アジア競技大会野球日本代表（2010年） - 銅メダル